# Clan Tokugawa
El Clan Tokugawa (Kyujitai: 德川氏, Shinjitai: 徳川氏 Tokugawa-shi?) fue uno de los clanes más poderosos de Japón. Alcanzaron el dominio de Japón durante el período Edo, en donde establecerían el shogunato Tokugawa entre 1603 y 1868.
Originalmente son descendientes del emperador Seiwa (56.º emperador de Japón, 850-880) de parte de una rama del clan Minamoto, el clan Nitta. Del clan Nitta desciende el clan Matsudaira, que tuvo como base el castillo Okazaki y dominó la provincia de Mikawa a partir del siglo XV. En 1567, Matsudaira Takechiyo recibió el permiso del emperador para tomar el apellido Tokugawa, y cambió su nombre a Ieyasu.
A partir de entonces, en los últimos años de la era Sengoku, Ieyasu comenzó a ejercer poder sobre tierras vecinas y expandió la influencia del clan en Japón hasta que, en 1603, asumió el título de sogún (en japonés, shōgun). En total, quince shogunes dominaron Japón durante un período de dos siglos y medio, caracterizado por una paz relativa, y debido al Bakumatsu en 1868 el poder de los Tokugawa pasó al emperador Meiji, quien, apoyado por algunos clanes rivales de los Tokugawa, llevó a cabo la Restauración Meiji.

## Ramas mayores del linaje
- Casa principal (shogunal): la rama principal, fundado por Tokugawa Ieyasu, el primer shōgun de Tokugawa
- Gosanke: Tres ramas mayores con el apellido Tokugawa, establecidas en el principio del shogunato
  - Casa de Owari: fundado por Tokugawa Yoshinao, hijo de Ieyasu
  - Casa de Kishū (Kii): fundado por Tokugawa Yorinobu, hijo de Ieyasu
  - Casa de Mito: fundado por Tokugawa Yorifusa, hijo de Ieyasu
- Gosankyō: Tres ramas mayores con el apellido Tokugawa, establecidas en la mitad del shogunato
  - Casa de Tayasu: fundado por Tokugawa Munetake, hijo de Tokugawa Yoshimune, el octavo shōgun de Tokugawa
  - Casa de Hitotsubashi: fundado por Tokugawa Munetada, hijo de Yoshimune
  - Casa de Shimizu: fundado por Tokugawa Shigeyoshi, hijo de Tokugawa Ieshige, el noveno shōgun de Tokugawa

También había varias ramas con el apellido Matsudaira, que no eran calificado como herederos del shogunato.

## Vasallos

### Clanes
- Clan Abe de la Provincia de Mikawa
- Clan Baba
- Clan Honda
- Clan Ii
- Clan Ishikawa
- Clan Sakai
- Clan Toda

### Vasallos importantes
| - Akamatsu Norifusa - Akaza Naoyasu - Amano Yasukage - Ando Naotsugu - Ando Shigenobu - Aoyama Tadanari - Ariyama Toyouji - Asano Nagaakira - Baba Nobushige - Fukushima Masanori - Fukushima Masayori - Furuta Shigekatsu - Hattori Hanzō - Hattori Masanari - Hiraiwa Chikayoshi | - Hirose Kagefusa - Hisamatsu Sadakatsu - Honda Hirotaka - Honda Masanobu - Honda Masazumi - Honda Narishige - Honda Shigetsugu - Honda Tadakatsu - Honda Tadamasa - Honda Tadatoki - Honda Tadatsugu - Honda Tadazumi - Honda Yasushige - Honda Yasutoshi - Hoshina Masamitsu - Hoshina Masanao | - Hoshina Masatoshi - Ii Naomasa - Ii Naotaka - Ii Naotsugu - Ina Tadatsugu - Ishikawa Kazumasa - Ishin Sūden - Kikkawa Hiroie - Kobayakawa Hideaki - Koriki Kiyonaga - Kutsuki Mototsuna - Mizuno Nobutomo - Naito Ienaga - Naito Nobunari - Natsume Yoshinobu - Ogasawara Ujisuke | - Ogawa Suketada - Okubo Tadayo - Okubo Tadasuke - Okubo Tadachika - Okubo Nagayasu - Okudaira Sadamasa - Sakai Tadatsugu - Sakakibara Yasumasa - Suganuma Sadamitsu - Torii Tadayoshi - Torii Mototada - Uemura Masakatsu - Wakisaka Yasuharu - Watanabe Moritsuna |  |